# 人才中心站
人才中心站是厦门轨道交通3号线的地铁车站，位于中华人民共和国福建省厦门市思明区仙岳高架与湖滨东路交叉口以北。本站于2021年6月25日正式启用。

## 车站结构
本站为地下二层岛式车站。
| 地面层   | 出入口                               | 出入口                          |
| 地下一层 | 站厅                                 | 票务服务、客服中心、进出站闸机  |
| 地下二层 | 西行                                 | 3 往廈門火車站方向 （体育中心） |
| 地下二层 | 岛式站台，列车运行方向左侧的车门开启 |                                 |
| 地下二层 | 東行                                 | 3 往蔡厝方向 （湖里公園）       |

## 出入口信息
本站设1、2、3号（共3个）出入口。
|                           |            |          |                  |
| 编号                      | 设施       | 出口指示 | 建议前往的目的地 |
| 1                         |            |          |                  |
| 2                         |            |          |                  |
| 3                         | 升降机标志 |          |                  |
| 註： 設有 \| 設有扶手電梯 |            |          |                  |